# François Aimé de Laurencin
Pour les articles homonymes, voir Laurencin.
François Aimé de Laurencin né le 25 octobre 1764  à Lachassagne (Rhône) et décédé le 7 octobre 1833 à Lachassagne (Rhône) est un aristocrate émigré, compris dans l'amnistie du 18 Brumaire (1800). Rallié aux Bourbons en 1814, il est élevé au rang de chevalier de Saint-Louis. En 1824, il est député du Rhône.

## Biographie
François Aimé est le fils de Jean Espérance Blandine de Laurencin et de Julie d'Assier de Lachassagne. Comme son père, il devient militaire très jeune. Le comte de Laurencin est présenté de minorité à l'âge de treize ans à l'ordre de Saint-Jean de Jérusalem mais ne confirme pas pour pouvoir se marier.
Émigré en 1792, il sert dans l'armée des princes.
Il quitte le service en 1797. En 1798, il épouse Nicole Louise Henriette de Virieu (1774-1861)
Il rentre en France après le 18 Brumaire. Il s'installe à Lyon et il est adjoint au maire de Lyon de 1811 à 1814. Il fait partie de la délégation qui négocie lorsque les Autrichiens approchent de la ville. Pendant la campagne de France il est au service du comte de Provence. Louis XVIII l'envoie auprès d'Augereau pour tenter de le rallier aux Bourbons. Pendant les Cent-Jours, il évite l'arrestation grâce au général Mouton-Duvernet.    
Il devient colonel en 1815, lors de la première Restauration.
Il est député du Rhône de 1824 à 1827, siégeant dans la majorité. 
Le 9 novembre 1829, il meurt dans son château de Lachassagne.

## Titres et décorations
Le comte de Laurencin est chevalier de Saint-Louis en 1814 et officier de la Légion d'honneur en 1820. Il est promu maréchal de camp honoraire le 8 novembre 1829.

## Publications
- Laurencin, Opinion de M. le comte de Laurencin,député du Rhône : prononcée le 11 mars 1825, dans la Chambre des députés, sur la proposition d'appliquer les dispositions de la loi d'indemnité aux maisons confisquées et démolies à Lyon, après le siége, Lenormant, 1825, 15 p. (lire en ligne).

voir encore

## Sociétés savantes
- Académie des sciences, belles-lettres et arts de Lyon, membre en 1811, puis président en 1815[2].